# Seleção de Santa Lúcia de Futebol Feminino
A Seleção de Santa Lúcia de Futebol Feminino representa Santa Lúcia no futebol feminino internacional.